# عزت السيد أحمد
عزت السيد أحمد شاعر وأديب وباحث عربي من سوريا، ولد في دمشق.

## السيرة
الدكتور عزت السيد أحمد شاعر وأديب وباحث عربي من سوريا، ولد في دمشق. حصل الإجازة في الفلسفة من كليَّة الآداب في جامعة دمشق بدرجة جيد جداً. ثُمَّ حصل على دبلوم الدراسات عليا في الفلسفة من كليَّة الآداب بجامعة دمشق بدرجة امتياز، وتابع دراسته فحصل على دبلوم تأَهيل تربوي من كليَّة التربية بجامعة دمشق بدرجة جيد، وحصل كذلك على ماجستير في الفلسفة من جامعة دمشق بدرجة امتياز، ومن الجامعة ذاتها حصل على الدكتوراه في الفلسفة بدرجة امتياز.
درَّس في مدارس دمشق الثانوية بضع سنوات، حَتَّىْ قرب حصوله على الدكتوراه إذ عين في قسم الفلسفة في كليَّة الآداب بجامعة تشرين منذ عام 1994م وترأس القسم للمرة الأولى في العام الدراسي 1998/1999م، ثُمَّ عين ثانية رئيساً لقسم الفلسفة في جامعة تشرين في عام 2006 واستمر فيه حتى غادر سوريا في عام 2010، وتنقل في التعليم بين عدد من الجامعات العربية والعالمية فكان أستاذ الدراسات العليا في الجامعة الأردنية في عمان. وبعدها أستاذ الفلسفة الإسلامية والبلاغة العربية في جامعة بولاند أجاويد بتركيا وغيرها.
له أكثر نحو أربعمئة مادة علمية وأدبية إبداعية في الفلسفة والسياسة وفنون الأدب، منشورة في الدوريات والمجلات والصحف العربية والدولية. وبعد انتشار الإنترنت له مئات المساهمات في مواقع الإنترنت الفكرية الأدبية والثقافية والسياسية من مقالات وأبحاث، أما كتبه المنشورة منذ نحو ثلاثين سنة إلى الآن فإن له نحواً من مئة كتاب في الفلسفة والفكر والأدب والشعر والقصة>
بدأ عزت السيد أحمد مشواره الإبداعي مع الرسم على نحو خاص واشتهر في ذلك مبكراً، وشارك في الكثير من المعارض بأعماله الفنية التي تنوعت بين مختلف فنون الرسم الزيتي والفحم والرسم بالحرق على الخشب، هذا الفن الذي عرف مع المراحل الأولى من حياته الإبداعية. ولكنه كما بدأ في هذا الفن مبكراً فإنه اعتزله مبكراً لأكثر من سبب كما قال. وفي الفترة المبكرة ذاتها بدأ بكتابة الشعر والقصة ولم يتجاوز الثانية عشرة من عمره، ومن أعماله في هذه المرحلة ما هو منشور لاحقاً في كتبه الشعرية والقصصية. وقبل أن يتم السادسة عشرة من عمره كان قد أنجز كتابه انهيار الشعر الحر الذي نشره بعد سنوات، وفي هذه المرحلة ذاتها كتب مسرحيته اللعبة التي نشرت بعد\ ذلك بوقت طويل، كما أنجز رواية ما زالت مخطوطة.
حاضر في عدد من الكليات والمعاهد إلى جانب كونه أستاذاً في قسم الفلسفة بجامعة تشرين فقد:
عمل محاضراً في المعهد الوطني للإدارة منذ تأسيسه في عام 2003م ولم يزل،
عمل محاضراً في قسم المناهج في كلية التربية بجامعة دمشق ـ 1998ـ 1993م.
عمل محاضراً في كلية العلوم السياسية بجامعة دمشق.
باحث زائر في جامعة مارتن لوثر بألمانيا ـ 2010م.
أستاذ دراسات عليا زائر في قسم الفلسفة بالجامعة الأردنية عام 2013/2014م.
أستاذ البلاغة العربية والفلسفة الإسلامية في جامعة بولاند أجاويد ـ تركيا منذ 2015م/ 2016م حتى عام 2018م.
أستاذ البلاغة واللغة العربية في جامعة الشَّرق الأدنى ـ فبرص منذ 2018م/ 2019م حتى عام 2020م/ 2021م.
شارك في عشرات المؤتمرات والندوات الفكرية منظماً ومحكماً ومحاضراً.
مرشح لوسام أكثر الشخصيات تأثيرا في العالم عام 2013م، في كلية فيلدنبرج الدولية.
عضو مساهم في تحديث قانون تنظيم الجامعات بسوريا عام 2006/2005م.
عضو لجنة (برنامج قطاع تطوير التعليم العالي في سوريا ـ UHES) ـ 2010م.

## مؤلفاته الفلسفية والفكرية
1. الإبادة عادة؛ صفحات من التاريخ الدموي للولايات المتحدة الأمريكية ـ منشورات الطليعة ـ تونس ـ 2010م.
2. آخر قلاع الإسلام اليوم ـ كيكلك ييانلاري ـ قيصري/ تركيا ـ 2020م.
3. إدوارد سعيد في الذكرى العشرين لوفاته ـ دار الفكر الفلسفي ـ دمشق ـ 2023م.
4. أسس كتابة البحث العلمي ـ دار الفكر الفلسفي ـ دمشق ـ 2018م.
5. أسس التوثيق؛ نحو نظرية عربية في التوثيق ـ دار الفكر الفلسفي ـ دمشق ـ 2011م.
6. الإسلام السياسي وصناعة الإرهاب باسم الإسلام لمحاربته ـ ياراتجيليك دنياسي يايانلاري ـ نيقوسيا ـ 2019م.
7. إشكالية تعدد المناهج ـ دار العالم العربي ـ عمان ـ 2017م.
8. أعاجيب السياسة الأمريكية؛ مقالات سياسية ـ دار الفكر الفلسفي ـ دمشق ـ 2008م.
9. إعجازية الأداء الدلالي في اللغة العربية؛ نحو نظرية جديد ـ دار الفكر الفلسفي ـ دمشق ـ 2021م.
10. آفاق التغير الاجتماعي والقيمي؛ الثورة العلمية والمعلوماتية والتغير القيمي ـ دار الفكر الفلسفي ـ دمشق ـ 2005م.
11. آفاق التمدد الفارسي ـ دار العالم العربي ـ عمان ـ 2015م.
12. الأمم المتحدة بين الاستقلال والاستقالة والترميم ـ مكتبة دار الفتح ـ دمشق ـ 1993م.
13. انهيار أساطير العلمانية واليسار ـ دار فن وعلم ـ طربلس ـ 2020م.
14. انهيار أُسـطورة السَّلام؛ مصير السَّلام العربي الإسرائيلي ـ الطبعة الأولى: مكتبة دار الفتح ـ دمشق ـ 1996م. الطبعة الثانية: دار الفكر الفلسفي ـ دمشق ـ 2003م.
15. انهيار إنسانية الإنسان ـ دار العالم العربي ـ عمان ـ 2015م.
16. انهيار أوهام الديمقراطية ـ دار الفكر الفلسفي ـ دمشق ـ 2019م.
17. انهيار أوهام فوبيا الإسلام ـ كيملك يايانلان ـ قيصري/ تركيا ـ 2017م.
18. انهيار حياء الأنظمة العربية؛ لم تسقط ورقة التوت هم أسقطوها ـ ياراتجيليك دنياسي يايانلاري ـ نيقوسيا ـ 2019م.
19. انهيار دعاوى الحداثة؛ الحداثة ضرورة تاريخيَّة لا خيار سياسي ـ دار الثقافة ـ دمشق ـ 1995م.
20. انهيار الشعر الحر ـ الطبعة الأولى: دار الثقافة ـ دمشق ـ 1994م. الطبعة الثانية: دار الفكر الفلسفي ـ دمشق ـ 2003م.
21. انهيار شرعية الأمم المتحدة ـ دار الفكر الفلسفي ـ دمشق ـ 2020م.
22. انهيار قيم المعارضة العربية ـ دار  العالم العربي ـ عمان ـ 2015م.
23. انهيار مزاعم العولمة؛ قراءة في تواصل الحضارات وصراعها ـ اتحاد الكتاب العرب ـ دمشق ـ 2000م.
24. انهيار النظام العربي ـ دار أنهار للدراسات والترجمة والنشر ـ بيروت ـ 2014م.
25. انهيار وهم الحوار بَيْنَ الحضارات ـ إيبرو للطباعة ـ أنقرة ـ 2016م.
26. الأيديولوجيا والعلم؛ العلاقة بَيْنَ الأيديولوجيا والعلم والفهم ـ دار فن وعلم ـ طرابلس ـ 2017م.
27. البحيري؛ عبقرية وغربة وجمال ـ دار أنهار ـ بيروت ـ 2016م.
28. بشرية عمياء عوجاء؛ مقالات سياسية ـ دار الفكر الفلسفي ـ دمشق ـ 2009م.
29. بديع الكسم ـ وزارة الثقافة ـ دمشق ـ 1994م.
30. التآخي الأمريكي الإيراني؛ حقيقة العلاقات الأمريكية الإيرانية ـ ياراتجيليك دنياسي يايانلاري ـ نيقوسيا ـ 2020م.
31. ترامب ضمير الغرب؛ جموح ووضوح وسياسة عَلىٰ المفضوح ـ ياراتجيليك دنياسي يايانلاري  ـ نيقوسيا ـ 2019م.
32. تصنيف المقولات الجمالية ـ دار حدوس وإشراقات ـ عمَّان/ الأردن ـ ط2؛ 2013م.
33. تطوير التعليم العالي ـ دار الفكر الفلسفي ـ دمشق ـ 2007م.
34. تفجيرات أيلول وصراع الحضارات ـ دار إنانا ـ دمشق ـ 2003م.
35. تمهيد في علم الجمال ـ جامعة تشرين ـ اللاذقية ـ 2007م.
36. التهكم وفن الإضحاك عند الجاحظ ـ دار العالم ا لعربي ـ عمان ـ 2017م.
37. الثوار والمعارضة والثورة السورية ـ دار أنهار ـ بيروت ـ 2014م.
38. الثورة السورية وأزمة القيادة ـ دار العالم العربي ـ عمان ـ 2015م.
39. الثورة السورية والحلول التهريجية ـ دار العالم العربي ـ عمان ـ 2015م.
40. الثورة السورية والمؤامرة الكونية ـ دار أنهار ـ بيروت ـ 2014م.
41. الثورة السورية والنظام السوري ـ دار أنهار ـ بيروت ـ 2014م.
42. الثورة ثورة في كل شيء ـ دار أنهار ـ بيروت ـ 2016م.
43. الجمال وعلم الجمال ـ حدوس وإشراقات للدراسات والنشر ـ عمان ـ ط2 ـ 2013م.
44. الحب والإبداع والحياة ـ دار أنهار ـ بيروت ـ 2017م.
45. الحداثة بين العقلانية واللاعقلانية ـ دار الفكر الفلسفي ـ دمشق ـ 1999م.
46. حوار في الذاكرة بيني وبنيتي ـ دار حدوس وإشراقات ـ عمان ـ 2015م.
47. الحرب على الدولة الإسلامية ـ دار أنهار ـ بيروت ـ 2014م.
48. خطر نجاح الإسلام في السلطة ـ دار أنهار ـ بيروت ـ 2014م.
49. دفاع عن الفلسفة؛ الفلسفة ثرثرة أَم أُمُّ العلوم؟ ـ دار الأصـالة للطباعة ـ دمشق ـ 1994م.
50. رئيس أربعة فراعين ـ دار أنهار ـ بيروت ـ 2014م.
51. رسائل أبي حيان التوحيدي ـ وزارة الثقافة ـ دمشق ـ 2001م.
52. رؤساء أمريكا السوريون؛ على هامش نزيف العقل العربي ـ دار العالم العربي ـ عمان ـ 2019م.
53. سلطة اللغة؛ نحو رؤى تأصيليَّة ـ دار الفكر الفلسفي ـ دمشق ـ 2021م.
54. السوريون بناة حضارات الإغريق واليونان والرومان؛ على هامش نزيف العقل العربي ـ دار اعالم العربي ـ عمان ـ 2017م.
55. الطريق إلىٰ الإبداع؛ نحو نظرية جديدة ـ إيبرو للطباعة ـ أنقرة ـ 2016م.
56. عادل العوا؛ أخلاقه وفلسفته الأخلاقية ـ دار أنهار ـ بيروت ـ 2017م.
57. عادل العوا في فكره التربوي؛ قراءة في أوراق الشباب ـ دار الفكر الفلسفي ـ دمشق ـ 2021م.
58. عادل العوا في فكره القومي؛ قراءة في أوراق الشباب ـ دار الفكر الفلسفي ـ دمشق ـ 2020م.
59. العالم على فوهة البركان ـ دار أنهار ـ بيروت ـ 2014م.
60. العالم في مواجهة الإسلام ـ دار أنهار ـ بيروت ـ 2014م.
61. عالم مجنون؛ المضحك المبكي في السياسة الأمريكية ـ دار الفكر الفلسفي ـ دمشق ـ 2008م.
62. عبقريَّة اللغة العربيَّة في خصائصها ـ دار الفكر الفلسفي ـ دمشق ـ 2021م.
63. العدوان الأمريكي علىٰ سوريا؛ حقيقة الموقف الأمريكي من الثورة السورية ـ دار أنهار ـ بيروت ـ 2016م.
64. العدوان الروسي علىٰ سوريا؛ مشروع إبادة الشعب والحضارة ــ دار أنهار ـ بيروت ـ 2016م.
65. العرب أعداء أنفسهم ـ دار الفكر الفلسفي ـ دمشق ـ 2004م.
66. العرب؛ جثة تنهشها الكلاب؛ مقالات سياسية ـ دار الفكر الفلسفي ـ دمشق ـ 2009م.
67. العصر الرَّقمي ونهاية الإنسان ـ دار الأصالة للطِّباعة ـ دمشق ـ 2021م.
68. عفيف بهنسي والجمالية العربية ـ وزارة الثقافة ـ دمشق ـ 2006م.
69. علم الجمال المعلوماتي: نحو نظريَّة جديدة ـ دار الأصالة للطباعة ـ دمشق ـ1994م.
70. علم الجمال الإعلاني: نحو رؤية تأصيلية ـ دار حدوس وإشراقات ـ عمان ـ2013م.
71. الغرب الجاني على نفسه ـ دار العالم العربي ـ عمان ـ 2015م.
72. فلاسفة الإغريق السوريون؛ على هامش نزيف العقل العربي ـ دار العالم العربي ـ عمان ـ 2019م.
73. فلسفة أخلاق التخلف؛ مقالات فلسفية ـ دار فن وعلم ـ طرابلس ـ 2018م.
74. فلسفة الأخلاق الرَّقميَّة ـ دار الأصالة للطِّباعة ـ دمشق ـ 2021م.
75. فلسفة الأخلاق عند الجاحظ ـ اتحاد الكتاب العرب ـ دمشق ـ 2005م.
76. فلسفة الأخلاق الورقيَّة ـ دار الأصالة للطِّباعة ـ دمشق ـ 2020م.
77. فلسفة الأغبياء وفنون الغباء ـ دار فن وعلم ـ طربلس ـ 2020م.
78. فلسفة التأويل وحدوده ـ دار الفكر الفلسفي ـ دمشق ـ 2021م.
79. فلسفة الحضارة والتاريخ عند عادل العوا؛ قراءة في أوراق الشباب ـ دار الفكر الفلسفي ـ دمشق ـ 2019م.
80. فلسفة عادل  العوا الاجتماعية؛ قراءة في أوراق الشباب ـ دار الفكر الفلسفي ـ دمشق ـ 2021م.
81. فلسفة الفن والجمال عند ابن خلدون – دار طلاس – دمشق – 1993م.
82. فلسفة الفن والجمال عند التوحيدي ـ وزارة الثقافة ـ دمشق ـ 2006م.
83. فلسفة الفن والجمال عند الجاحظ ـ دار العالم العربي ـ عمان ـ 2017م.
84. فلسفة الفن والجمال عند كاسيوس لونجينوس ـ دار العالم العربي ـ عمان ـ 2018م.
85. فلسفة اللغة؛ نحو رؤيا تأصيليَّة جديدة ـ دار الفكر الفلسفي ـ دمشق ـ 2021م.
86. فنون الكتابة وأنواعها ـ دار الفكر الفلسفي ـ دمشق ـ 2018م.
87. قراءات في فكر بديع الكسم ـ دار الفكر الفلسفي ـ دمشق ـ 1998م.
88. قراءات في فكر عادل العوا ـ دار الفكر الفلسفي ـ دمشق ـ 2001م.
89. قضايا الفكر العربي المعاصر ـ جامعة تشرين ـ اللاذقية ـ 2007م.
90. قياصرة روما السوريون؛ على هامش نزيف العقل العربي ـ كيملك يايانلان ـ قيصرية ـ تركيا ـ 2019م.
91. كاسيوس لونجينوس: الرائع؛ بحث جمالي فيمة الروعة ـ ترجمة ودراسة تقديم ـ دار الفكر الفلسفي ـ دمشق ـ 2008م.
92. كتابة البحث؛ المفاهيم والقواعد والأصول ـ دار الفكر الفلسفي ـ دمشق ـ 2011م.
93. الكل يطلق النار على السوريين وثورتهم ـ دار العالم العربي ـ عمان ـ 2015م.
94. كمال الاشتقاقيَّة في اللغة العربيَّة؛ نحو رؤيا تأصيليَّة جديدة ـ دار الفكر الفلسفي ـ دمشق ـ 2021م.
95. الكورونا بوابة العصر الرقمي ـ ياراتجيليك دنياسي يايانلاري ـ نيقوسيا ـ 2021م.
96. كوميديا عصر العهر ـ دار فن وعلم ـ طربلس ـ 2020م.
97. كيف ستواجه أمريكا العالم؟ ـ دار السلام للطباعة ـ دمشق ـ 1992م.
98. لبنان بين حربين ـ دار الفكر الفلسفي ـ دمشق ـ 2006م.
99. لبنان والمشروع الأمريكي؛ قراءة في الأزمة اللبنانية وتداعياتها ـ دار إنانا ـ دمشق ـ 2005م.
100. لماذا أخفقت النهضة العربية ـ دار الفكر الفلسفي ـ دمشق ـ 2018م.
101. لوحات من ألم الثورة ـ دار أنهار ـ بيروت ـ 2014م.
102. محمد الماغوط وفضيحة الفكر العربي المعاصر ـ دار الفكر الفلسفي ـ دمشق ـ 2023م.
103. مختارات من دارسي التراث العربي ـ وزارة الثقافة ـ دمشق ـ 2006م.
104. المدخل إلى عصر النهضة العربية ـ جامعة تشرين ـ اللاذقية ـ 2006م.
105. مذاهب اقتصادية ـ جامعة تشرين ـ اللاذقية ـ 2007م.
106. المذاهب الجمالية ـ جامعة تشرين ـ اللاذقية ـ 2006م.
107. من يسمم الهواء؛ ظاهرة السرقة في عالمي الفكري والأدب ـ دار الفكر الفلسفي ـ دمشق ـ 2005م.
108. مكيافيلية ونيتشوية تربوية؛ نحو سلوك تربوي عربي جديد ـ دار الفكر الفلسفي ـ دمشق ـ 1998م.
109. الموت مفتاح الحياة؛ قراءة فلسفية ـ دار فن وعلم ـ طرابلس ـ 2018م.
110. موسوعة أعلام عصر النهضة العربية (مجلدان) ـ دار الفكر الفلسفي ـ دمشق ـ 2018م
111. نجوم عربية تسطع في سماء الغرب؛ علىٰ هامش نزيف العقل العربي ـ كيملك يايانلان ـ قيصري/ تركيا ـ 2018م.
112. نزيف العقل العربي؛ رؤية في هجرة الكفاءات العربية ـ دار العالم العربي ـ عمان ـ 2016م.
113. النظام الاقتصادي العالمي الجديد ـ مكتبة دار الفتح – دمشق – 1993م.
114. النظام الاقتصادي العربي؛ واقع ومشكلات ومقترحات ـ دار إنانا ـ دمشق ـ 2005م.
115. نهاية الفلسفة ـ دار الفكر الفلسفي ـ دمشق ـ 1999م.
116. هؤلاء أَساتذتي: من رواد الفكر العربي المعاصر في سوريا ـ الطبعة الأولى: دار الثقافة ـ دمشق ـ 1994م. الطبعة الثانية: دار الفكر الفلسفي ـ دمشق ـ 2003م.
117. وظيفة الفن ـ دار حدوس وإشراقات ـ عمان ـ 2013م.
118. وقيدت ضد مجهول؛ على هامش نزيف العقل العربي ـ دار العالم العربي ـ عمان ـ 2020م

## مؤلفاته الشعرية
1. أمامك يصغر الكلم ـ دار العالم العربي ـ عمان ـ 2015م.
2. لا تعشقيني (شعر) ـ دار الأصالة للطباعة ـ دمشق ـ 1994م.
3. أَنا صدى الليل (شعر) ـ دار الأَصالة للطباعة ـ دمشــق ـ 1995م.
4. الإنسان يأكل الإنسان ـ حدوس وإشراقات ـ عمان ـ 2018م.
5. أُنشودة الأَحزان (شعر) ـ دار الأصالة للطباعة ـ دمشـق ـ 1996م.
6. أَميرة النَّار والبحار (شعر) ـ دار الأصالة للطباعة ـ دمشق ـ 1997م.
7. أنا لست عذري الهوى (شعر) ـ دار الأصالة للطباعة ـ دمشق ـ 1999م.
8. أنا وعيناك صديقان (شعر) ـ دار الأصالة للطباعة ـ دمشق ـ 2001م.
9. أنا والزَّمان خصيمان (شعر) ـ دار الأصالة للطباعة ـ دمشق ـ 2005م.
10. شظايا على الجدران (خواطر) ـ دار الأصالة للطباعة ـ دمشق ـ 2006م.
11. لا تكوني حلماً (شعر بالإنجليزية) ـ دار ياراتيجي ييانكيملك ـ قبرص ـ 2020م.
12. ماذا لو تبعثر الكلام؟؛ لوحات شعرية ـ دار فن وعلم ـ طرابلس ـ 2017م.
13. ملحمة المجانين؛ لوحات شعرية ـ دار حدوس وإشراقات ـ عمان ـ 2015م.
14. منطق الماء ـ دار فن وعلم ـ طرابلس ـ 2019م.
15. همس الهوى (خواطر) ـ دار الأصالة للطباعة ـ دمشق ـ 2006م.

## مؤلفاته القصصية
1. انهيار الخطوط الدفاعية ـ دار فن وعلم ـ طرابلس ـ 2019م.
2. بطيخة للاستئناس ـ دار فن وعلم ـ طربلس ـ 2018م.
3. بَيْنَ الهندي والسنسكريتي (قصص قصيرة) ـ دار الأصالة للطباعة ـ دمشق ـ 2006م.
4. تزوجها على مسؤوليتي ـ ياراتيجي ييان كيملك ـ قبرص ـ 2020م.
5. حكايات اشتراكوعية ـ ياراتيجي ييان كيملك ـ قبرص ـ 2020م.
6. الدخيل على المصلحة (قصص) ـ ن. م ـ دمشـق ـ 1993م.
7. سكر مالح (قصص قصيرة) ـ دار حدوس وإشراقات ـ عمان ـ 2016م.
8. صوت السوط (مسرحية) ـ دار حدوس وإشراقات ـ عمان ـ 2016م.
9. عواد من دون عود (قصص) ـ ـ دار الأصالة للطباعة ـ دمشق ـ 2005م.
10. غاوي بطالة (قصص قصيرة) ـ دار الأصـالة للطباعة ـ دمشـق ـ 1996م.
11. في انتظار حمقاء ـ دار الأصالة لطباعة ـ دمشق ـ 2005م.
12. فيلا وعلبة حلاوة (قصص قصيرة جداً) ـ دار الأصالة للطباعة ـ دمشق ـ 2006م.
13. اللعب مع الكلاب (قصص قصيرة) ـ دار فن وعلم ـ طرابلس ـ 2017م.
14. الموت من دون تعليق (قصص قصيرة جداً) ـ دار الأصالة للطباعة ـ دمشق ـ 1994م.
15. نور في التنور (رواية) ـ دار فن وعلم ـ طرابلس ـ 2019م.

## كتب عنه
1 - مجموعة من المحاورين: عزت السيد أحمد في رؤاه النقدية والإبداعية؛ حوارات في النقد والإبداع ـ دار العالم العربي ـ عمان ـ 2013م.
2 - مجموعة من النقاد: العالم القصصي عند عزت السيد أحمد ـ دار العالم العربي ـ عمان ـ 2014م.
3 ـ ثائر سلوم: حوارات مع الدكتور عزت السيد أحمد في الواقع العالمي الراهن وآفاقه ـ حدوس وإشراقات للنشر ـ عمان ـ 2016م.
4 ـ أمينة عباس: حوارات في الأدب والأدب النسوي مع الدكتور عزت السيد أحمد ـ ياراتيجي ييان كيلمك ـ قبرص ـ 2017م.
5 ـ ربيع محمد: عزت السيد أحمد ومبادرة الفرصة الأخيرة لإنقاذ سوريا ـ دار أنهار ـ بيروت ـ 2018م.
6 ـ سعاد زاهر: حوارات في القيم الأخلاقية والاجتماعية مع الدكتور عزت السيد أحمد ـ ياراتيجي ييان كيلمك ـ قبرص ـ 2019م.
7 ـ الدكتور عبد الله أبو هيف: عزت السيد أحمد بين الفلسفة والأدب ـ ياراتيجي ييان كيلمك ـ قبرص ـ 2020م.
8 ـ الدكتور محمد عبد المحسن: النظام العالمي الجديد في فكر عزت السيد أحمد ـ ياراتيجي ييان كيلمك ـ قبرص ـ 2023م.
9 ـ الدكتور محمد عبد المحسن: حقيقة السياسة الإيرانية في فكر عزت السيد أحمد ـ دار العالم العربي للنشر ـ عمان ـ 2023م.
10 ـ الدكتور محمد عبد المحسن: عزت السيد أحمد والتحالف الأمريكي الروسي ضد الثورة السورية ـ كيملك يايانلاري ـ قيصري/ تركيا ـ 2023م.

## حوارات معه
- ليلى جعفر: أثر الإعاقة الجسديَّة في نفسيَّة المراهق؛ حوار مع الدكتور عزت السيد أحمد ـ جريدة المسيرة ـ اتِّحاد شبيبة الثورة ـ دمشق ـ العدد 1095 ـ تاريخ ـ 29/11/1997م.
- ثائر سلوم: مؤتمر الدَّوحة في عيون خبراء ومراقبين سوريين؛ ضرورة التَّكتل الاقتصادي وإقامة السُّوق العربيَّة المشتركة في مواجهة التَّحديات ـ جريدة العهد ـ بيروت ـ عدد 5/12/ 1997م.
- بسام سفر وشريف حسني الشريف: الدكتور عزت السيد أحمد: الفرص بفضل العولمة أصبحت أكثر خصوبة ـ جريدة الحرية ـ دمشق ـ العدد 809 ـ 11/ 6/ 2000م.
- حميد حلمي زادة: كيهان العربي تجري حواراً مفتوحاً مع الباحث السوري الدكتور عزت السيد أحمد ـ جريدة كيهان العربي ـ طهران ـ العدد 3969 ـ الثلاثاء 2ربيع الثاني 1421هـ/ 4تموز 2000م.
- ثائر سلوم: الدكتور عزت السيد أحمد للوفاق العربي: أمريكا تضرب العرب لتؤدب العالم ـ مجلة الوفاق العربي ـ العدد 35 ـ أيار 2002م.
- ثائر سلوم: عزت السيد أحمد: تقسيم العراق على ثلاث ولايات احتمال قريب نتائج الحرب ـ جريدة الزمان ـ العدد 1431 ـ الثلاثاء 17 ذو الحجة 1423هـ/ 18 شباط 2003م.
- أمينة عباس: المثقف العربي... غائب أم مغيب؟! ـ مجلة أوروبا والعرب ـ دمشق ـ العدد 195ـ196 ـ تشرين الثاني/ كانون الأول ـ 2003م.
- أمينة عباس: الكاتبات يكتبن في الممنوع ـ جريدة البعث ـ العدد 12864 ـ الأربعاء 26/4/2006م.
- علي الحسن: المعارك الفكرية بطل غائب والحضور لثقافة مهلهلة ـ جريدة الوطن ـ دمشق ـ العدد 10 ـ الخميس 24 شوال 1427هـ/16 تشرين الثاني 2006م.
- سعاد زاهر (حوار): حوار في النقد مع الدكتور عزت السيد أحمد ـ جريدة اللواء ـ عمان/ الأردن ـ العدد 1740 ـ الثلاثاء 26 تشرين الأول 2006م.

## في عالمه القصصي
كتب الدكتور عبد الله أبو هيف: لفت عزت السيد أحمد الأنظار إلى كتاباته الإبداعية مبكراً، فقد أخلص للعلم والفكر، ووهب ذاته للتفكير الفلسفي في أبعاده القومية والجمالية، كما في كتبه الكثيرة، ثم اتجه إلى الإبداع القصصي والشعري، وأصدر خلال سنوات التسعينيات الأولى ثلاث مجموعات قصصية ومجموعتين شعريتين. واتبع في قصصه أسلوباً تقليدياً يقوم على القص الواقعي، ومازجه بمحاولات التحديث في تناول الموضوعات أو في استخدام تقانات فنية متطورة مثل المفارقة والسُّخرية.
بنى عزت السيد أحمد قصصه وفق الميل إلى السخرية والفكاهة دخولاً في محاولات فهم القصة التقليدي على أنها تعبير عن معاناة جماعة مغمورة تحت وطأة العيش وقسوة الحياة، واختار لقصصه نماذج من الشباب اليافعين الذين يواجهون الصدمات الكثيرة بتأثير البطالة والقهر والتشوه الذاتي وفساد السلوك والخيبة العامة. وهذا واضح في قصص كثيرة، فقد سخر في قصة «لماذا يصرخون؟» من أحوال مؤسية ضاغطة على الوجدان، وبادر الراوي المتكلم إلى إظهار الأسى المهيمن على الذات على الرغم من عزيمته على مواجهة مشكلاته، وكأن القصة بعد ذلك ترجيع ذاتي لمكابدة البحث عما ينفي البطالة، ويحد من تبعاتها. فقد افتتح الراوي السرد معترفاً بقسوة العيش.

## قراءه في قصصه
كتب الناقد الدكتور نضال الصالح تتميّز مجموعة عزّت السيّد أحمد: الموت من دون تعليق من معظم نتاج التسعينيات بسمتين مركزيتين: ارتهان نصوصها كافة لمؤرّق واحد، هو الموت، من جهة، ولشكل واحد من أشكال القصّ، هو ”القصّة القصيرة جداً“، من جهة ثانية. أي بخصوصيتها على مستويين بآن: حكائي، وفنّي.
تجهر هاتان السمتان بنفسيهما بدءاً من الإهداء والمقدّمة الذين يتصدّران المجموعة، إذ يفصح القاصّ في الأوّل، الإهداء، عن الشاغل المركزي لمحكيات نصوصه بقوله: ”لستُ أدري كم أعيش، متى أموت، أين يكون قدري، بأيّ سبب تفارق روحي جسدي، ولكنّي سأموت.. إلى ذاتي أهدي هذه القصص قبل غيري لأنّ نفسي أولى من الآخرين بنصحي..“، وتتضمّن المقدّمة السمتين معاً: الثانية، أي الحكائي، عبر قوله: ”لقد أردتُ أن أعرض الموت والحياة في مشاهد خاطفة، كما هي في الواقع تماماً“، وقوله: ”وجدتُ مَن مات فجأة، ومَن فرّ من الموت، ومَن فرّ الموت منه، ومَن انتظر الموت، ومَن كان الموت ينتظره..“، والأولى، أي الفنّي، عبر قوله: ”ولم أمل إلى الاستطراد والخيالات والصور الجمالية والمحسنات البديعية بقدر ما أردت أن أعرض الخبر، الحادثة، القصّة، بعبارات مكثّفة سريعة، مختصراً كثيراً من المسافات، متغاضياً عن الوصف، معرضاً عن التعريف بالشخصيات، مقتصراً على محور الحدث، معتمداً على العبارات الفعلية والإكثار من الأفعال لأنها الأكثر قدرة على تكثيف الحدث والانتقال بسرعة من حال إلى حال“.
،

## قراءة في شعره
كتب الشاعر الأستاذ مصطفى منصور
قلبتَ الطاولة على أبي تمام
صحّ لسانك يا دكتور، ولافُضّ فوك،
لقد أسعدتني بقصيدتك، فأنا أمام شاعر فصيح بليغ، ومثقّف ملّم بأحداث الماضي والحاضر، ومستشرفٍ لآفاق المستقبل، وذي حسّ شعريّ مرهف، متمكّن من اللّغة والنّحو، وتأتيه الكلمات متدفّقة مطواعة. والحقيقة بقدر إعجابي كانت دهشتي! حيث قلبتَ الطاولة على أبي تمّام، ونجحت في خلط الأوراق، فأصبحت سيّد اللّعبة، ورسمت بدقّة وأمانة ما وصلنا إليه من ضعف، مع مقارنة شفّافة، وسخرية لاذعة نابعة من قلب كواه الألم، وهزّه الأسى، ولكن أقول لك : في أمّتنا ألف معتصم، وألف أبي تمّام، ولقد ركبت متن البحر البسيط، فحلّقت بعيداً وكفّيت ووفّيت، واكتشفت عوالم جديدة في إطار من الصور والخيالات المدهشة الممتزجة بألوان فتّانة ساحرة. وفقط أشير إلى كسر طفيف أعتقد أنه ناتج عن الطباعة في قولك: «حِيْنَمَا اسْتَحَقَّ الحَيَاةَ الحُرَّةَ العَرَبُ» فما هنا كسرت الوزن، وأعود وأكرر بأن ذلك ناتج عن الطباعة لا غير. أحيّيك وأشدّ على يديك مباركاً ومعجباً

## ببلوغرافيا
- الدكتور عبد الله أبو هيف: الفلسفة في النَّص الأدبي؛ قراءة في قصص عزت السيد أحمد ـ جريدة الأسبوع الأدبي ـ اتحاد الكتاب العرب ـ دمشق ـ العدد 932 ـ السبت 30 رمضان 1425هـ/ 13/11/2004م.
- الدكتور نضال الصالح: الموت من دون تعليق؛ من مقاصد القصّ إلى القصّة القصيرة جداً ـ المقال الذي ألقي في ندوة العالم القصصي عند عزت السيد أحمد في المركز الثقافي في اللاذقية 22/11/2003م.

## وصلات خارجية
- موقع عزت السيد أحمد على النت
- موقع الدكتور عزت السيد أحمد باللغة الإنجليزية على النت